# Grube Warndt
Die Grube Warndt war ein Steinkohlebergwerk bei dem Großrosselner Ortsteil Karlsbrunn, welche durch die Saarbergwerke AG errichtet wurde. Sie war das jüngste Bergwerk im Saarrevier.

## Lage und Geographie
Das Bergwerk liegt inmitten des Warndt an der L276 zwischen den Ortsteilen Karlsbrunn und Dorf im Warndt der Gemeinde Großrosseln. Hier liegen die Flöze des Merlebacher Sattels im Saarkohlebecken und dem Lothringer Kohlebecken. Das Bergwerk Warndt verfügte über abbauwürdige Kohlenvorräte von rund 190 Millionen Tonnen, gerechnet bis zu einer Tiefe von −1100 Metern NN. Die Mächtigkeit der Flöze variierte zwischen einem und sechs Metern.

## Geschichte
Schon 1938 plante man eine Großschachtanlage im Warndt zur Förderung von Steinkohle. Doch der Zweite Weltkrieg verhinderte einen Abbaubeginn.:24 Mit dem Saarvertrag von 1956 wurde der Bau und Betrieb einer Schachtanlage im Warndtkohlengebiet erlaubt. Die von Frankreich gepachteten Abbaufelder wurden an Deutschland zurückgegeben, darunter auch das Pachtfeld St. Charles-Vuillemin (Feld Großrosseln-Emmersweiler) mit dem Schacht St. Charles.
Die Arbeiten an der neuen Grube begannen am 14. März 1958 und der Warndtschacht wurde noch im selben Jahr abgeteuft. Die Beton-Turmförderanlage wurde 1960/61 von der Mannheimer Niederlassung der Philipp Holzmann AG erbaut, 1963 nahm die Grube dann die Förderung auf. Die Schächte der Grube Velsen wurden 1964 als Außenschächte übernommen. Abgebaut wurde Fettkohle der Sulzbacher Schichten, die als Kokskohle zur Versorgung der saarländischen Stahlindustrie genutzt wurde.:25
Der Warndtstollen wurde 1963 bis 1965 mit 13 m² Querschnitt und einer Länge von 2100 m aufgefahren. 1964 wurde die Verbundstrecke Warndt-St. Charles angefahren. 1981 wurde ein weiterer Stollen aufgefahren, der  mit einer Länge von 2550 m bis zum früheren Schacht Ludweiler führte. 1998 wurde ein 2500 m langer Transport-Stollen aufgefahren, der das Bergematerial, das in der Aufbereitungsanlage Warndt beim Waschen der Kohle anfiel, in das französische Merlebach befördern sollte.
Eine Zusatzvereinbarung zu dem Vertrag von 1957 erlaubte 1978 den französischen Kohlegruben, bis zum Jahre 2006 in einem für das Bergwerk Warndt schwer zugänglichen Bereich des Feldes Merlebach weiterhin Fettkohle abzubauen. Dafür wurde je Tonne verwertbare Förderung ein Pachtzins gezahlt.
Schon 1981 war der Aufsichtsratsbeschluss der Saarbergwerke zur Zusammenlegung der Gruben Warndt und Luisenthal erfolgt. 1988 wurden beide Gruben vereinigt und der Verbund West geschaffen. Am 18. Juli 1994 erfolgte dann der Durchschlag der Verbundstrecke Warndt/Luisenthal. Die Strecke ist rund 3,2 Kilometer lang und verläuft in 1100 Metern Tiefe. Schon im November desselben Jahres erfolgte die erste Förderung von Luisenthaler Kohle in Warndt.
Im September 2003 verkündete die RAG aus wirtschaftlichen Gründen das Ende des Kohleabbaus in der Grube Warndt für Anfang 2006. Zum 1. Januar 2004 wurden die beiden verbliebenen Bergwerke Warndt/Luisenthal und Ensdorf zu einer organisatorischen Einheit mit zwei Förderstandorten („Bergwerk Saar“) zusammengefasst. Am 17. Juni 2005 stellte man im Warndt die Kohleförderung ein, am 1. Januar 2006 wurde der „Verbund West“ komplett stillgelegt.:33 Im Anschluss wurde der Warndtschacht mit Beton verfüllt.

## Schächte
Hauptförderschacht war der Warndtschacht (−1160 m NN Teufe) in Dorf im Warndt, der auch als Seilfahrt- und Materialschacht diente. Der 931 m tiefe Schacht Lauterbach war ein ausziehender Wetterschacht. Hier steht noch das Teufgerüst von 1979. Schacht Gustav 2 der früheren Grube Velsen in Großrosseln wurde als Wetter- und Seilfahrtschacht genutzt. Die Teufe beträgt −1095 m. Das Fachwerkstrebengerüst stammt von 1915. 
Mit der Rückgabe des auf deutschem Staatsgebiet liegenden, aber an Frankreich verpachteten Abbaufeldes St. Charles-Vuillemin zum 1. Januar 1962 erhielt die Grube Warndt den Schacht St. Charles, welcher als Schacht St. Charles IV 1949 bis 1953 vom lothringischen Minenbetreiber Houllier du Bassin de Lorraine (HBL) auf Großrosselner Gemarkung abgeteuft worden war.

## Werkssiedlung
Als Werkssiedlung für die Belegschaft der Grube Warndt wurde im circa 20 km entfernten Überherrn ein neuer Stadtteil, die sogenannte Wohnstadt errichtet.

## Architektur der Tagesanlagen
Im architektonischen Erscheinungsbild unterscheidet sich die Grube Wanrdt von den anderen saarländischen Gruben durch ihr modernes Erscheinungsbild, da sie als jüngste Grube im Saarland entstanden war und damit auf nicht gewachsene Strukturen aufbaute. Bei der Planung legte man Wert auf die Schaffung einer übersichtlichen und in sich geschlossenen Anlage mit der Möglichkeit einer späteren betrieblichen und technischen Erweiterung. Der architektonischen Gestaltung wurde ein hoher Stellenwert beigemessen. Die Anordnung der Tagesbauten wurde zudem durch spezifische Gegebenheiten wie den Standort des Schachtes, die Geländeverhältnisse und die Trassenführung des Bundesbahnanschlussgleises „Großrosseln–Warndtschacht“ als Teil der Rosseltalbahn bestimmt.
An der Zufahrt zum Bergwerk befindet sich eine 65-kV-Freiluft-Schaltanlage, die die Grube mit Elektrizität versorgte. Im Zentrum der Anlage steht der weithin sichtbare Stahlbeton-Förderturm mit kastenförmigem Scheibentragwerk und einer Höhe von 69,70 m. Die Zufahrt erfolgte vorbei an einem  Pförtnerhaus mit Kaffeeküche, Telefonzentrale und Büroräumen. In der Waschkaue waren für rund 3.900 Bergleute Kleideraufzüge installiert. Über einen zweigeschossigen Verbindungsgang gelangte man in das Zechenhaus mit dem Zechensaal und Betriebsbüros. Im 1. Obergeschoss führte eine geschlossene Brücke zur Lampenkaue und weiter zum Förderturm. Der über 100 m lange Magazinbau wurde als Flachbau errichtet und hat an beiden Längsseitenüberdachte Verladerampen. Das Werkstattgebäude schließlich wurde nordwestlich neben dem Förderturm in der Längsachse des Magazins errichtet. Alle Gebäude sind in Stahlbetonskelettbauweise ausgeführt und mit Birkenfelder Klinker verblendet. Das gewaltige Gebäude mit Sieberei und Kohlenwäsche lag über dem Grubenbahnhof und wurde zwischenzeitlich abgerissen.
Das Institut für Landeskunde im Saarland bewertet die erhaltenen Gebäude als „wichtige und wertvolle technische Zeugnisse der Zeitepoche um 1960 [...], die für das Saarland von besonderer Bedeutung sind. Neben dieser eher regionalen Bedeutung tritt die Schachtanlage Warndt auch auf nationaler Ebene in die Reihe der wenigen vollständigen Neugründungen von Bergwerksanlagen in der Bundesrepublik Deutschland. Insofern besitzt man im Bergwerk Warndt eine wichtige Gebäudeeinheit, die die Wirtschafts- und Technikentwicklung im Bergbau in besonders eindringlicher Weise dokumentiert.“
Die erhaltenen Tagesanlagen der Grube Warndt und die Schachtanlage St. Charles stehen unter Denkmalschutz. Die Anlage war die erste im Saarland mit Gefäßförderung und gilt aufgrund ihres modernen Technikstandards beispielhaft für die Entwicklung des Bergbaus in der Nachkriegszeit. Als „letzte einheitlich gestaltete und unverändert erhaltenen Großschachtanlage ihrer Zeit in Deutschland“ ist sie von besonderer Bedeutung.

## Aktuelle Nutzung
Große Teile der Tagesanlagen sind erhalten. Lediglich die Kohlenaufbereitung, der Grubenbahnhof und die Gleise wurden abgerissen bzw. entfernt. Teile der Tagesanlagen werden von Gewerbebetrieben genutzt. Im Bereich der ehemaligen Gleisanlagen, des Grubenbahnhofs und des Kohlenlagers entstand ein Solarkraftwerk. In den Jahren 2009/10 entstand ein Biomasseheizkraftwerk. Zudem existiert ein Recyclingcenter für Fenster und Beschläge in der ehemaligen Schlosserwerkstatt.